# Charles Marie Benjamin d'Hautpoul
Pour les articles homonymes, voir Hautpoul.
Charles Marie Benjamin, comte d'Hautpoul, né le 4 septembre 1772 à Toulouse et mort le 10 mars 1853 aux Batignolles, est un militaire français de la Révolution et de l’Empire.

## États de service
Membre de la famille d'Hautpoul, il est présenté de minorité dans l'ordre de Saint-Jean de Jérusalem le 3 mai 1777 à l'âge de quatre ans, mais il ne présentera pas ses vœux de chevalier car il est admis, à l'âge de seize ans, le 11 février 1789, dans la compagnie des cadets gentilshommes de l’école militaire, et le 12 février 1792, il entre avec le grade d’élève sous-lieutenant à l’école du génie de Mézières. Il en sort le 22 février 1793, avec le grade de lieutenant.
Affecté à l’armée du Nord, il reçoit son brevet de capitaine le 21 juin 1793. Il se distingue à toutes les affaires d’avant-garde, et soutient avec autant de talent que de bravoure le siège de Valenciennes, où il est blessé à la tête.
De retour en France peu de temps après ce siège, le Comité de salut public le suspend de ses fonctions en raison de ses origines nobles. Il se retire à Sens où il vit paisiblement, éloigné des affaires, lorsqu’une révolte dans le village voisin vient l’arracher au repos forcé dont il jouissait. Le représentant du peuple qui y réside lui donne l’ordre de marcher avec la Garde nationale, et il se fait particulièrement remarquer dans un engagement assez vif qui a lieu contre les rebelles, où il reçoit deux coups de feu dont l’un lui fracasse l’os de la cuisse gauche, et l’autre lui traverse le bras gauche. Cette affaire le fait bientôt réintégrer dans son grade de capitaine, et un arrêté du 21 juin 1794 du même comité qui l’a suspendu, assimile aux défenseurs de la patrie les citoyens blessés dans cet engagement. 
Appelé au commandement du génie de l’armée des côtes de Cherbourg sous les généraux Custine et Aubert du Bayet, il y sert de l’an II à l’an IV. En 1798, il fait partie de l’expédition d'Égypte, et il se trouve à la prise d'Alexandrie le 2 juillet, à l’attaque de Belbeis, où il pénètre le premier à la tête d’une compagnie de grenadiers, ainsi qu'à la bataille d'Héliopolis le 20 mars 1800, Sa conduite pendant ces trois campagnes qu’il vient de faire, lui valent les galons de chef de bataillon le 22 août 1799, et ceux de chef de brigade le 1er mai 1800.
Il commande le Génie du fort Jullien près de Rosette, en 1799, et c'est sous ses ordres que le lieutenant Pierre Bouchard découvre la Pierre de Rosette.
Il prend une part non moins glorieuse le 21 mars 1801, à la bataille de Canope, où il a un cheval tué sous lui. Il commande le génie à l’affaire de Rahmanieh, à la bataille de Damanhour et au dernier blocus du Caire en juin 1801. Il est chargé par le général Belliard de porter au premier Consul, la capitulation conclue pour l’évacuation de l’Égypte par l’armée française.
Le 29 janvier 1803, il est nommé directeur des fortifications, puis en l’an XI et en l’an XII, il fait partie du corps expéditionnaire dirigé sur la région des Pouilles, pour y commander le génie sous les ordres du général Gouvion-Saint-Cyr. Il est fait chevalier de la Légion d’honneur le 11 décembre 1803, et officier de l’ordre le 14 juin 1804.
Il fait les campagnes de l’an XIII et de l’an XIV en Lombardie, et en 1806, il retourne dans le royaume de Naples, pour y être mis à la disposition du roi Joseph, puis à celle de Murat. Le 2 février 1806, il est fait chevalier de l’ordre royal des Deux-Siciles.
Le 17 octobre 1808, il dirige le génie lors de la prise de Capri, et s’y fait personnellement remarquer par sa bravoure et son sang froid. Il est élevé au grade de commandeur de la Légion d’honneur le 13 février 1809, et désigné comme électeur du département de la Haute-Garonne. Il prend les fonctions d’aide de camp du roi Murat la même année.
Le 30 mars 1810, il est appelé à la direction du génie à Grenoble, et le 1er septembre 1811, il est envoyé à Genève. Le 6 novembre suivant, il est rappelé à Paris, par le ministre de la guerre, pour aider de ses conseils, le comité des fortifications qui a à se prononcer sur quelques projets de défense de l’Empire. 
En 1814, il prend le commandement du génie d’une des divisions de l’armée posté à Lyon sous les ordres du maréchal Augereau, et il se trouve à toutes les affaires qui ont lieu en Savoie et aux environs de Grenoble.
Lors de la première Restauration, il est fait chevalier de Saint-Louis le 29 juillet 1814, par le roi Louis XVIII.
Il est admis à la retraite le 26 janvier 1816, et il obtient le grade honorifique de maréchal de camp le 31 janvier 1818.
Il meurt en 1853 à Paris.

## Sources
- A. Lievyns, Jean Maurice Verdot, Pierre Bégat, Fastes de la Légion-d'honneur, biographie de tous les décorés accompagnée de l'histoire législative et réglementaire de l'ordre, Tome 3, Bureau de l’administration, 1844, 529 p. (lire en ligne).
- « Cote LH/770/13 », base Léonore, ministère français de la Culture
- Léon Hennet, Etat militaire de France pour l’année 1793, Siège de la société, Paris, 1903.
- Nicolas Viton de Saint Allais, L’ordre de Malte, ses grands maitres et ses chevaliers, chez l’auteur, Paris, 1839
- Louis de la Roque, Catalogue des chevaliers de Malte, Alp. Desaide, graveur héraldique, Paris, 1891
- Alex Mazas, Histoire de l'ordre royal et Militaire de Saint-Louis depuis son institution, jusqu'en 1830, Tome 3, Firmin Didot frère, Paris, 1860, p. 125.
- Charles d'Hautpoul, Mémoire sur la ville de Rosette